# United Evangelical Lutheran Church
United Evangelical Lutheran Church (UELC) var ett lutherskt trossamfund i USA, bildat 1896 av danska immigranter som United Danish Evangelical Lutheran Church, genom samgående mellan Danish Evangelical Lutheran Association in America och Danish Evangelical Lutheran Church in North America. Ordet "Danish" ströks 1946 ur namnet efter att danskan övergivits som gudstjänstspråk.
UELC hade nära band till lågkyrkliga danska Indre Mission och poängterade vikten av ett helgat liv, i pietistisk tradition. Däremot lade man mindre vikt vid liturgin. Kyrkan kom av omgivningen ofta att kallas för "sad Danes", "holy Danes" eller "United Church".
För att undvika inflytande från grundtvigiansmen så undvek man, till skillnad från American Evangelical Lutheran Church, att kalla präster som utbildats i Köpenhamn. Istället hade man sina egna Dana College och Trinity Seminary i Blair, Nebraska.
1960 gick UELC samman med ett par lutherska kyrkor med tysk och norsk invandrarbakgrund och bildade The American Lutheran Church. Vid samgåendet hade UELC 73 000 döpta medlemmar i 182 församlingar.

## Missionsföreståndare
- Gottlieb Bender Christiansen (1896-1921)
- M N Andreasen (1921–1925)
- N C Carlsen (1925–1950)
- Hans C Jersild (1950–1956)
- William Larsen (1956–1960)